# Maneater (pel·lícula)
Maneater és una pel·lícula estatunidenca de thriller de terror del 2022 dirigida per Justin Lee, protagonitzada per Nicky Whelan, Shane West, Trace Adkins, Branscombe Richmond i Jeff Fahey. S'ha doblat i subtitulat al català.
La pel·lícula es va estrenar als cinemes i a la carta el 26 d'agost de 2022.